# Michele Strogoff
Michele Strogoff (titolo originale Michel Strogoff) è un romanzo di Jules Verne, scritto nel 1876; ha avuto diverse trasposizioni teatrali, cinematografiche e televisive.

## Trama
Russia, seconda metà del XIX secolo, il corriere dello Zar di Russia Alessandro II Romanov, Michele Strogoff, viene inviato da Mosca a Irkutsk, capitale della Siberia  per avvisare il Granduca, fratello dello Zar, dell'imminente arrivo dell'orda dei Tartari guidata dal traditore Ivan Ogareff, un ex soldato russo che mira a vendicarsi per essere stato mandato in guerra in Siberia, e dal feroce Feofar Khan. Durante il viaggio Mosca-Irkutsk egli incontra i giornalisti Harry Blount e Alcide Jolivet e, in particolare, Nadia Fedorova, una ragazza lettone che deve percorrere la sua stessa strada per andare ad abitare col padre, un esiliato politico; continuano insieme e inoltre fanno finta di essere marito e moglie. Durante il viaggio s'imbattono nei tartari che li imprigionano. A un certo punto Michele Strogoff è riconosciuto da Ivan Ogareff nell'accampamento tartaro e gli sottrae la lettera, condannandolo poi all' accecamento da parte dei tartari con una scimitarra incandescente osta davanti agli occhi, davanti alla madre costretta ad assistere al supplizio del figlio.
Con l' aiuto di Nadia Michele continua la sua missione e riesce ad arrivare a Irkutsk, ma la città è assediata dai Tartari e inoltre Ogareff è riuscito a infiltrarsi fingendosi il corriere dello zar e vuole uccidere il Granduca. I tartari stanno per prendere la città dandole fuoco, quando Michele Strogoff appare e in un drammatico  duello uccide Ogarefg che si rende conto solo allora che Michele ci vede. Infatti, come spiegato nel racconto, le lacrime effuse dagli occhi di Michele al momento del supplizio nel vedere la madre soffrire per lui avevano schermato evaporando il valore della lama preservando la vista; per portare a termine la missione di era finto cieco. Alla fine i tartari si ritirano, mentre il padre di Nadia e gli altri esiliati politici vengono liberati. Michele Strogoff sposa Nadia e torna a vivere a Mosca, dove diventa Consigliere militare di Alessandro II.

## Personaggi
- Michele Strogoff: è il protagonista del romanzo. Uomo di temperamento determinato, pronto alla decisione, possiede "quel coraggio senza collera degli eroi" e una fiducia in sé incrollabile. La sua intelligenza e la sua tenacia nel compimento d'una missione fanno di lui un esecutore di ordini ideale. Sobrio di gesti e parole, egli sa unire con gioia audacia, sangue freddo e prudenza. Dinanzi al pericolo la sua presenza di spirito poco comune fa scattare riflessi fulminei. È capace di affrontare ogni situazione poiché venne allevato nei campi.
- Nadia: è la compagna di viaggio di Michele Strogoff che egli proteggerà fin dall'inizio. Diventerà poi sua moglie.
- Ivan Ogareff: è l'antagonista del racconto, che infine morirà per mano di Strogoff. È il temuto comandante dei Tartari, che Strogoff cerca in tutti i modi di evitare fin dall'inizio per indicazione dello zar, ma che incontrerà comunque poi durante il suo viaggio.
- Sangarre: è una zingara aiutante di Ivan Ogareff, anche lei morirà nella battaglia finale. Aiuta Ogareff poiché gli era grata dato che lui le aveva salvato la vita, e per lui faceva tutto, essendo senza patria e senza famiglia.
- Feofar Khan: un altro antagonista a capo dei Tartari.
- Marfa Strogoff: la madre di Michele Strogoff, dimostrerà molto coraggio e fiducia per Michele.
- Nicola Pigassoff: un addetto dell'ufficio dei telegrammi, aiuterà a metà viaggio Nadia e Michele nel momento in cui era stato fatto cieco e Nadia era troppo stanca per guidarlo da sola fino a Irkutsk. Finirà poi ucciso dai Tartari.
- Fratello dello Zar: è presente alla fine del romanzo, è importante la sua fiducia nel popolo.
- Vassili Fedorov: è il padre di Nadia, politico esiliato che sarà influente alla battaglia finale insieme agli altri esiliati.
- Alcide Jolivet - Harry Blount: giornalisti rispettivamente francese e inglese, all'inizio rivali e, col passare del tempo amici, presenti nella maggior parte del romanzo. Corrispondenti l'uno di un misterioso giornale francese (dissimulato sotto l'identità fittizia della "cara cugina Maddalena") e l'altro del "Daily Telegraph".
- Zar: è presente solamente all'inizio del romanzo, sarà la causa del viaggio di Michele.

## Adattamenti

### Teatro
- 1880: Michel Strogoff, dramma in 5 atti di J. Verne e Adolphe d'Ennery.

### Cinema
- Michael Strogoff, prodotto dalla Essanay Film Manufacturing Company (1908)
- 1910: Michael Strogoff, film muto; regia di J. Searle Dawley
- 1914: Michel Strogoff, film muto; regia di Lloyd B. Carleton
- 1926: Michel Strogoff film muto; regia di Viktor Tourjansky
- 1935: Michel Strogoff, regia di Jacques de Baroncelli; con la partecipazione di Anton Walbrook, Colette Darfeuil, Armand Bernard e Charles Vanel
- 1936: Il corriere dello zar (Der Kurier des Zaren), regia di Richard Eichberg con la partecipazione di Anton Walbrook
- 1937: Michele Strogoff (The Soldier and the Lady), adattamento americano; regia di George Nichols Jr.; con la partecipazione di Anton Walbrook, Elizabeth Allan, Margot Grahame e Akim Tamiroff; contiene scene del film del 1936 di Richard Eichberg
- 1956: Michele Strogoff (Michel Strogoff), diretto da Carmine Gallone; con Curd Jürgens, Geneviève Page e Sylva Koscina
- 1961: Il trionfo di Michele Strogoff (Le Triomphe de Michel Strogoff), regia di Viktor Tourjansky; con Curd Jürgens e Capucine
- 1970: Michele Strogoff, corriere dello zar (Der Kurier des Zaren), regia di Eriprando Visconti; con la partecipazione di John Phillip Law, Mimsy Farmer e Delia Boccardo

### Televisione
- 1955: Miguel Strogof, serie tv brasiliana
- 1975: Michel Strogoff, miniserie in 5 puntate diretta da Jean-Pierre Decourt; con la partecipazione di Raimund Harmstorf, Lorenza Guerrieri e Rada Rassimov
- 1999: Michele Strogoff - Il corriere dello zar, miniserie in 2 puntate diretta da Fabrizio Costa; con la partecipazione di Paolo Seganti, Léa Bosco, Esther Schweins, Hardy Krüger Jr. e Daniel Ceccaldi

### Animazione
- 1997: Michel Strogoff, miniserie animata; regia di Bruno-René Hunchez;
- 2004: Les Aventures extraordinaires de Michel Strogoff film animato; regia di Bruno-René Hunchez

### Giochi da tavolo
- 2017: Michael Strogoff, di Alberto Corral, edito da Devir

## Influenza culturale
Michele Strogoff è citato nel testo della canzone Il siero di Strokomogoloff, scritto da Leo Chiosso su musica di Fred Buscaglione, portata al successo in Italia dallo stesso Buscaglione alla fine degli anni 1950. Giocando sull'assonanza con Strokomogoloff, Chiosso usò come testimonial del siero diversi personaggi russi sufficientemente noti al pubblico italiano dell'epoca: oltre a Strogoff, Fëdor Dostoevskij (autore del romanzo I fratelli Karamazov), Nikolaj Rimskij-Korsakov, Serge Voronoff. Il brano elenca scherzosamente le molteplici proprietà di una pozione portentosa in grado di risolvere non solo i problemi di salute e i difetti estetici, ma anche i guai d'amore e la mancanza d'ispirazione degli artisti.